# 손주인
손주인(孫周忍, 1983년 12월 1일~)은 전 KBO 리그 삼성 라이온즈의 내야수이자, 현 KBO 리그 삼성 라이온즈의 수비코치이다.

## 선수 시절

### 삼성 라이온즈시절
2002년에 입단하였다. 만년 백업 역할을 맡았고 팀의 주전 2루수는 조동찬이 차지했고, 당시 롯데 자이언츠에서 이적한 신명철, 대주자 강명구와 포지션이 겹치며 입지가 더 좁아졌다.

### LG 트윈스시절
포수와 2루수를 찾던 팀의 부름을 받아 포수 현재윤, 투수 김효남과 2012년 시즌 후 트레이드를 통해 이적했고, 스프링 캠프에서 진가를 발휘하며 주전 2루수였던 서동욱을 밀어내고 주전 2루수를 차지했다. 서동욱은 이 때문에 시즌 중 넥센 히어로즈로 이적했다. 찬스에서 강한 면모를 보였고, 넓은 수비 범위를 자랑해 '2루의 주인'이라고 불렸다. 그와 트레이드돼서 삼성 라이온즈로 이적한 김태완이 조동찬의 백업 역할을 제대로 수행했고, 조동찬이 부상으로 시즌 아웃을 당해 김태완이 조동찬의 공백이 전혀 느껴지지 않을 만큼 활약해 삼성 라이온즈와의 트레이드는 서로 윈윈 트레이드가 됐다. 다른 트레이드 멤버로 봤을 때도 시즌 전 포수 걱정이 제일 심해서 데리고 온 현재윤은 잦은 부상으로 규정 타석을 채우지는 못했지만 빠른 발과 좋은 도루 저지율을 보였고, 삼성 라이온즈로 이적한 정병곤은 주전 유격수였던 김상수가 부상으로 2013년 한국시리즈 엔트리에 승선하지 못했고, 그가 한국시리즈에서 활약했다. 또한 그에게 밀려서 넥센 히어로즈로 이적한 서동욱도 타격에서 좋은 모습을 보였고, 시즌 중 포수를 제외한 전 포지션을 소화했다.

### 삼성 라이온즈복귀
2018년 KBO 리그 2차 드래프트를 통해 이적하였다.

## 야구선수 은퇴 후
2020년부터 2021년까지 삼성 라이온즈의 프런트 임원으로 활동했다.

## 논란
- 고의인지는 확인되지 않았으나 2016년 5월 4일 두산전에서 파울 플라이 타구를 치고 두산 베어스의 류지혁의 발 밑에 배트를 던져 논란을 일으켰다.

## 에피소드
2012년 10월 4일 SK전에서 1점차로 지고 있던 상황에서 박정배를 상대로 싹쓸이 역전 3루타를 치며 장원삼이 다승왕(16선발승으로 나이트와 선발승 공동 1위)을 차지하는데 큰 도움을 줬다.

## 별명
- 이름을 영어로 한 '핸드마스터'라고 불린다.
- 2005년에 경기장에 난입한 비둘기를 직접 치워 '손둘기'라고 불린다.

## 기록
- 2013년 4월 26일 롯데 자이언츠전까지 14경기 연속 안타를 쳐 냈다.[4]

## 등번호

### 선수 시절
- '65' (2002년 / 삼성 라이온즈)
- '32' (2003년 ~ 2004년 / 삼성 라이온즈)
- '15' (2005년 / 삼성 라이온즈)
- '2' (2008년 / 삼성 라이온즈)
- '3' (2009년 / 삼성 라이온즈)
- '6' (2010년 ~ 2012년, 2016년 ~ 2019년 / 삼성 라이온즈 & LG 트윈스)
- '52' (2013년 ~ 2015년 / LG 트윈스)

### 코치 시절
- '75' (2022년 ~ / 삼성 라이온즈)

## 응원가
- 삼성 라이온즈 시절

자우림 - 하하하쏭
최강 삼성~ 손주인
워워워워 손주인
오오 날려주세요~~
×2
- LG 트윈스 시절

원곡은 '닐리리 맘보'이고 가사는 "날려라 날려 손주인~ 안타 손주인~ 날려라 날려 손주인~ 안타 손주인~"이다. 기존에 이 응원가를 사용하던 손인호가 은퇴하자 응원가를 물려받았다.

## 출신 학교
- 광주서석초등학교
- 광주진흥중학교
- 광주진흥고등학교

## 통산 기록
| 연도 | 팀명   | 타율  | 경기 | 타수 | 득점 | 안타 | 2루타 | 3루타 | 홈런 | 루타 | 타점 | 도루 | 도실 | 볼넷 | 사구 | 삼진 | 병살 | 실책 |
| ---- | ------ | ----- | ---- | ---- | ---- | ---- | ----- | ----- | ---- | ---- | ---- | ---- | ---- | ---- | ---- | ---- | ---- | ---- |
| 2002 | 삼성   | -     | 1    | 0    | 0    | 0    | 0     | 0     | 0    | 0    | 0    | 0    | 0    | 0    | 0    | 0    | 0    | 0    |
| 2003 | 삼성   | 0.111 | 19   | 9    | 0    | 1    | 0     | 0     | 0    | 1    | 1    | 0    | 0    | 0    | 0    | 4    | 0    | 2    |
| 2005 | 삼성   | 0.286 | 14   | 7    | 3    | 2    | 0     | 0     | 0    | 2    | 1    | 0    | 0    | 1    | 0    | 3    | 0    | 0    |
| 2008 | 삼성   | 0.000 | 9    | 3    | 0    | 0    | 0     | 0     | 0    | 0    | 0    | 0    | 0    | 0    | 0    | 0    | 0    | 1    |
| 2009 | 삼성   | 0.247 | 80   | 178  | 19   | 44   | 5     | 0     | 0    | 49   | 13   | 0    | 3    | 13   | 2    | 31   | 7    | 3    |
| 2010 | 삼성   | 0.192 | 27   | 26   | 2    | 5    | 3     | 0     | 0    | 8    | 3    | 0    | 1    | 3    | 1    | 4    | 0    | 3    |
| 2011 | 삼성   | 0.265 | 63   | 113  | 9    | 30   | 5     | 0     | 1    | 38   | 8    | 0    | 1    | 1    | 2    | 19   | 5    | 4    |
| 2012 | 삼성   | 0.247 | 96   | 146  | 11   | 36   | 6     | 2     | 0    | 46   | 17   | 1    | 1    | 10   | 3    | 15   | 3    | 3    |
| 2013 | LG     | 0.265 | 125  | 351  | 42   | 93   | 17    | 3     | 3    | 125  | 41   | 9    | 6    | 40   | 6    | 63   | 8    | 8    |
| 2014 | LG     | 0.290 | 120  | 341  | 50   | 99   | 11    | 0     | 5    | 125  | 30   | 4    | 2    | 30   | 8    | 42   | 8    | 11   |
| 2015 | LG     | 0.246 | 98   | 244  | 27   | 60   | 9     | 0     | 0    | 69   | 14   | 3    | 4    | 20   | 2    | 41   | 6    | 9    |
| 2016 | LG     | 0.322 | 122  | 354  | 47   | 114  | 20    | 3     | 2    | 146  | 39   | 5    | 4    | 33   | 6    | 35   | 6    | 7    |
| 2017 | LG     | 0.279 | 115  | 294  | 48   | 82   | 13    | 0     | 5    | 110  | 33   | 4    | 0    | 20   | 5    | 41   | 10   | 7    |
| 2018 | 삼성   | 0.238 | 98   | 265  | 26   | 63   | 10    | 0     | 4    | 85   | 28   | 3    | 0    | 11   | 7    | 40   | 11   | 5    |
| 2019 | 삼성   | 0.194 | 20   | 31   | 2    | 6    | 0     | 0     | 1    | 9    | 4    | 0    | 1    | 2    | 0    | 6    | 3    | 4    |
| 통산 | 18시즌 | 0.269 | 1007 | 2362 | 286  | 635  | 99    | 8     | 21   | 813  | 232  | 29   | 23   | 184  | 42   | 344  | 67   | 67   |